# 中国驻敖德萨总领事馆
中华人民共和国驻敖德萨总领事馆（烏克蘭語：Генерального консульства Китаю в Одесі），简称中国驻敖德萨总领事馆，是中华人民共和国派驻乌克兰敖德萨州敖德萨的最高级别外交机构。领区包括敖德萨州、尼古拉耶夫州、赫尔松州、基洛沃格勒州、扎波罗热州、顿涅茨克州、克里米亚自治共和国和塞瓦斯托波尔市。
2022年9月，因俄乌局势恶化，总领事馆暂时闭馆。闭关期间，俄罗斯于2023年7月20日对敖德萨發動襲擊，中国驻敖德萨领事馆的一栋建筑受到损伤，窗子被炸破。